# NGC 6670/2
NGC 6670/2 је спирална галаксија у сазвежђу Змај која се налази на NGC листи објеката дубоког неба.
Деклинација објекта је + 59° 53' 23" а ректасцензија 18h 33m 37,5s. Привидна величина (магнитуда) објекта NGC 6670 износи 14,3 а фотографска магнитуда 15,1. NGC 66702 је још познат и под ознакама UGC 11284, MCG 10-26-44, CGCG 301-31, 7ZW 812, PGC 62033.